# جورج جاي ويمبرلي
جورج جاي ويمبرلي (بالإنجليزية: George J. Wimberly)‏ هو مهندس معماري أمريكي، ولد في 16 يناير 1914 في إلينسبورغ في الولايات المتحدة، وتوفي في 1996 في هونولولو في الولايات المتحدة.